# Fungiidae
Fungiidae es una familia de corales marinos que pertenecen al orden Scleractinia, dentro de la clase Anthozoa. 
Los géneros de la familia incluyen especies con grandes pólipos de vida libre, o anclados al sustrato. Pueden ser solitarios o coloniales. Una característica es que, al menos, son parcialmente móviles. La mayoría son corales hermatípicos.
Los géneros coloniales derivan de géneros solitarios, y tienen unas estructuras esqueléticas septocostales que se corresponden siempre con las de un género solitario. Los septa tienen simetría radial desde la boca, que se sitúa en el centro de la superficie superior.
Se distribuyen en las aguas tropicales y subtropicales del océano Indo-Pacífico, incluyendo el mar Rojo.

## Géneros
El Registro Mundial de Especies Marinas acepta los siguientes géneros en la familia:
- Cantharellus. Hoeksema & Best, 1984.
- Ctenactis. Verrill, 1864.
- Cycloseris. Milne-Edwards & Haime, 1849.
- Danafungia. Wells, 1966.
- Fungia. Lamarck, 1801.
- Halomitra. Dana, 1846.
- Heliofungia. Wells, 1966.
- Herpolitha. Eschscholtz, 1825.
- Lithophyllon. Rehberg, 1892.
- Lobactis. Verrill, 1864.
- Pleuractis. Verrill, 1864.
- Podabacia. Milne-Edwards & Haime, 1849.
- Polyphyllia. Blainville, 1830.
- Sandalolitha. Quelch, 1884.
- Zoopilus. Dana, 1846.

## Galería

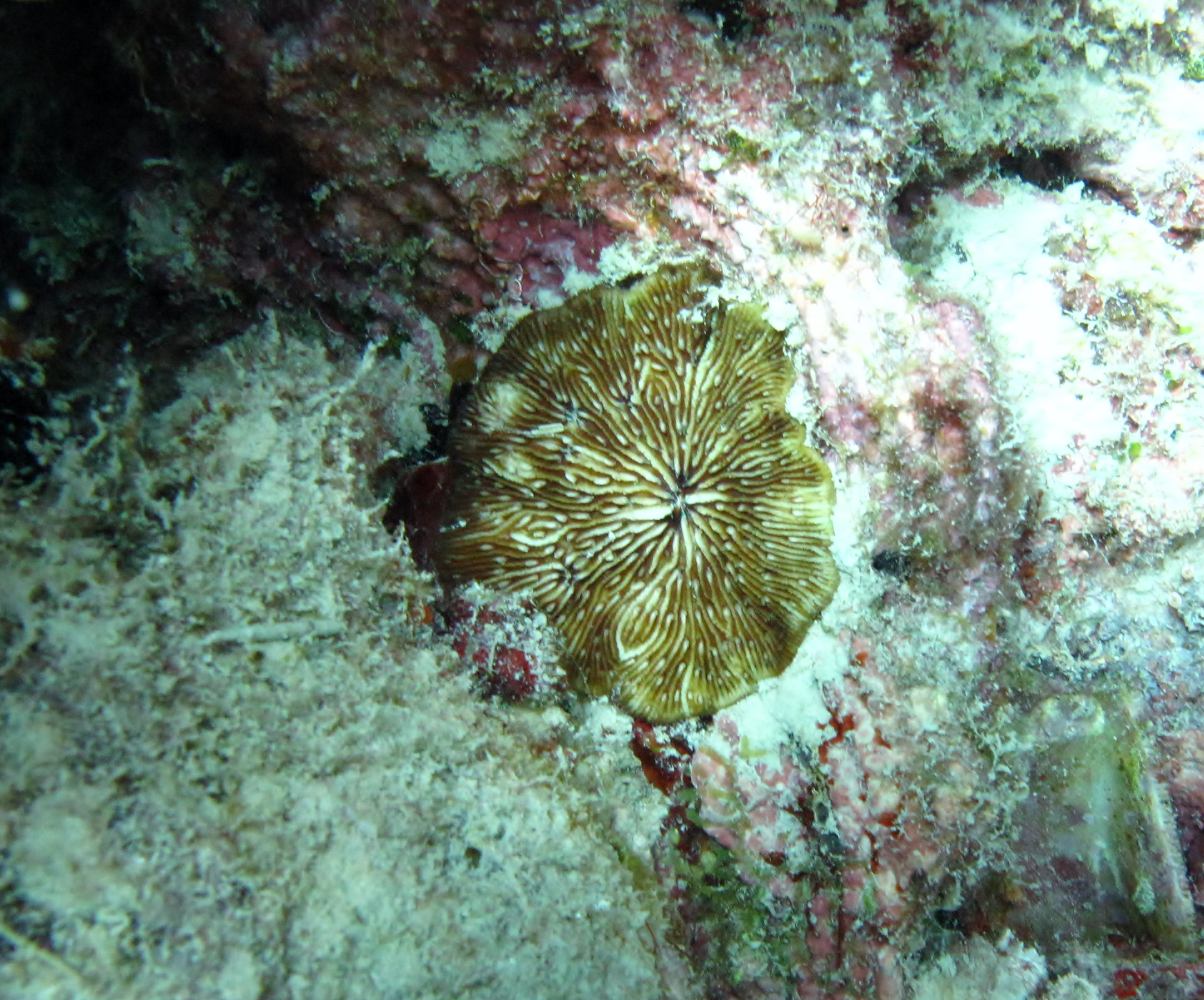
Cantharellus jebbi
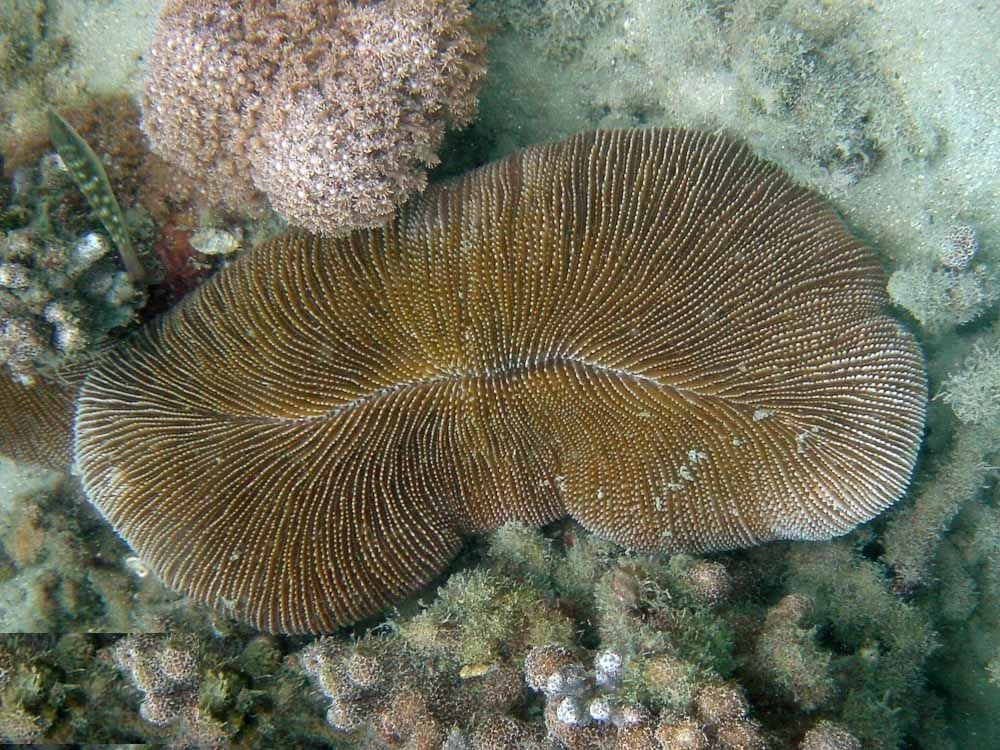
Ctenactis crassa
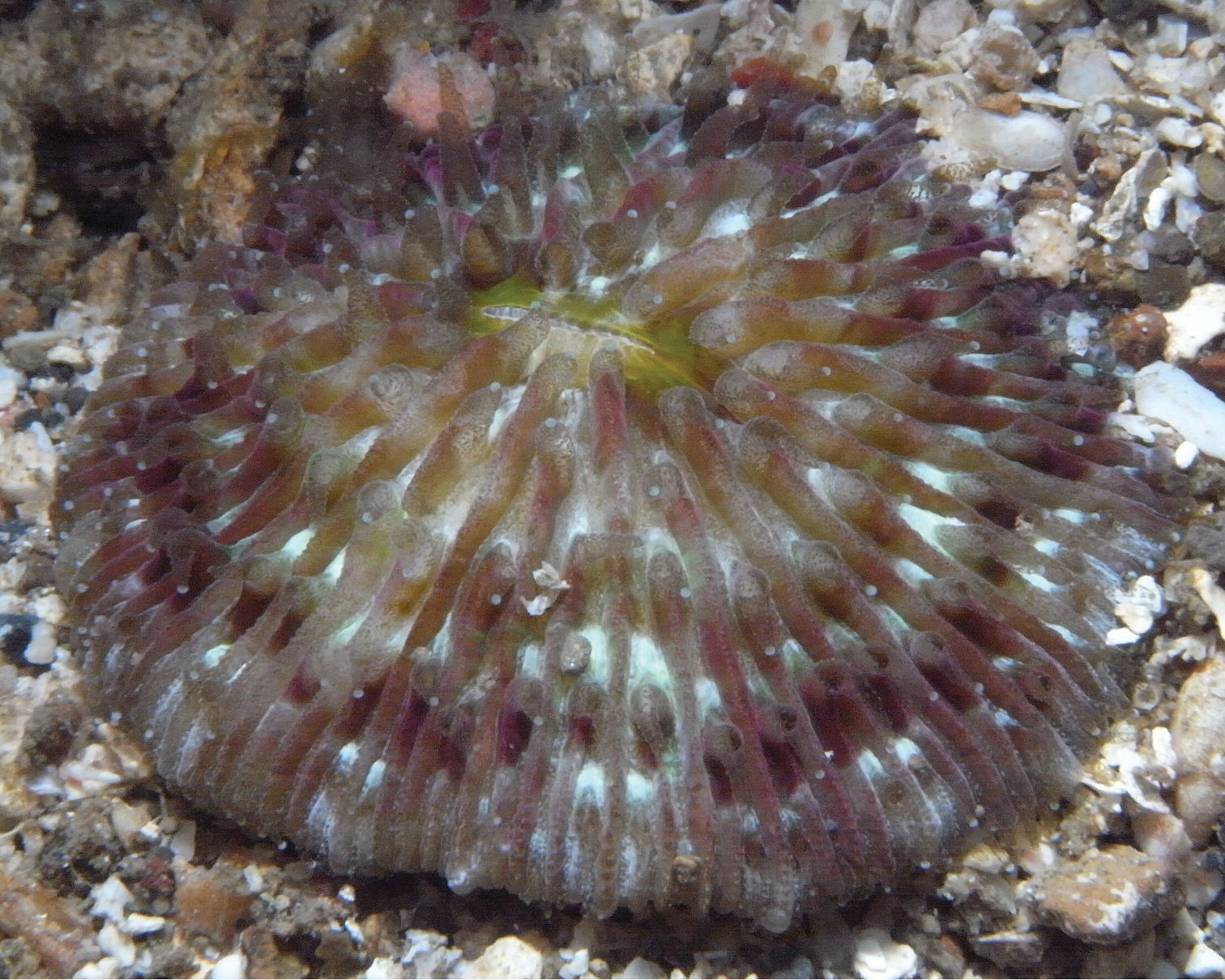
Cycloseris boschmai
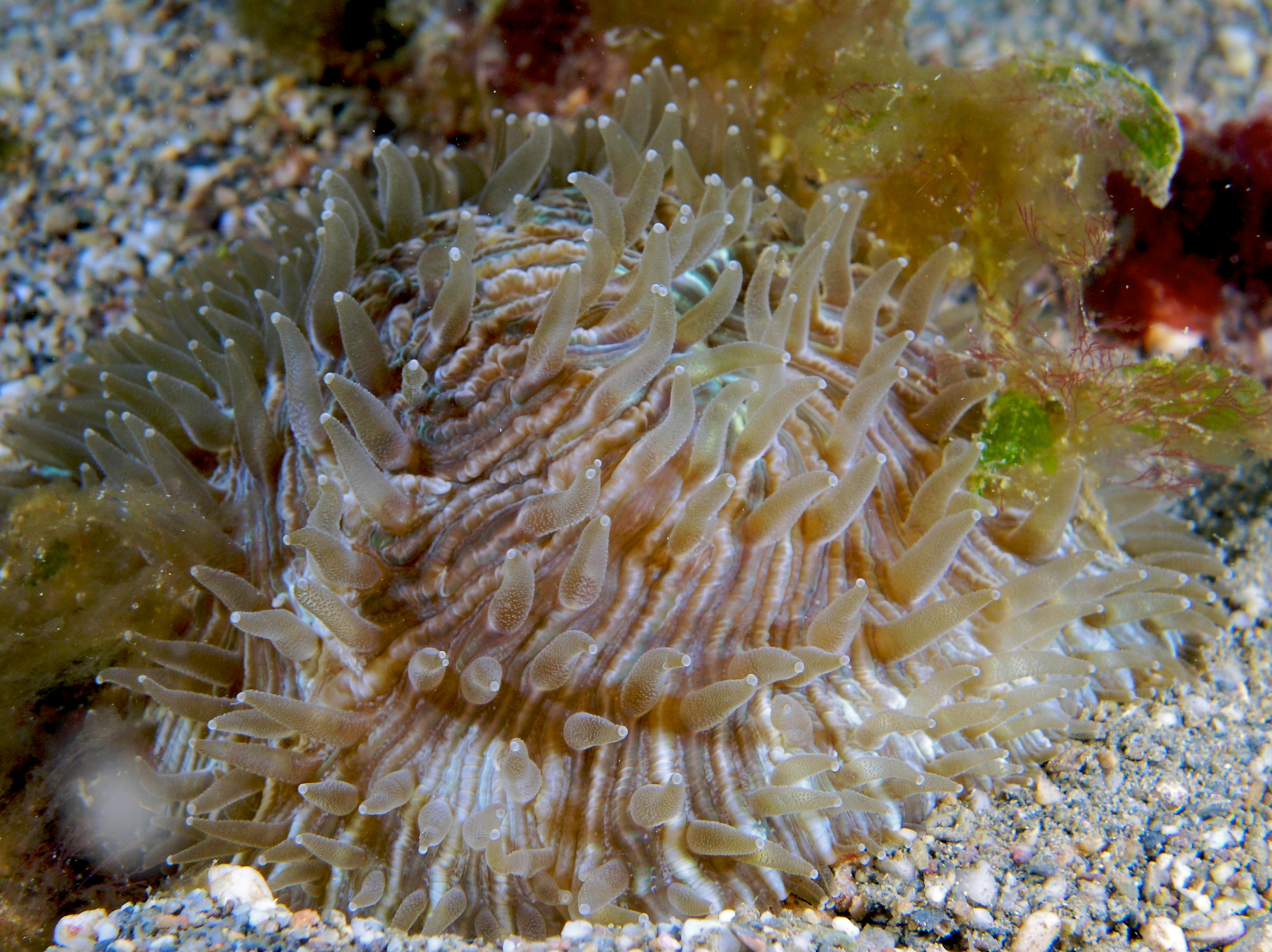
Danafungia horrida
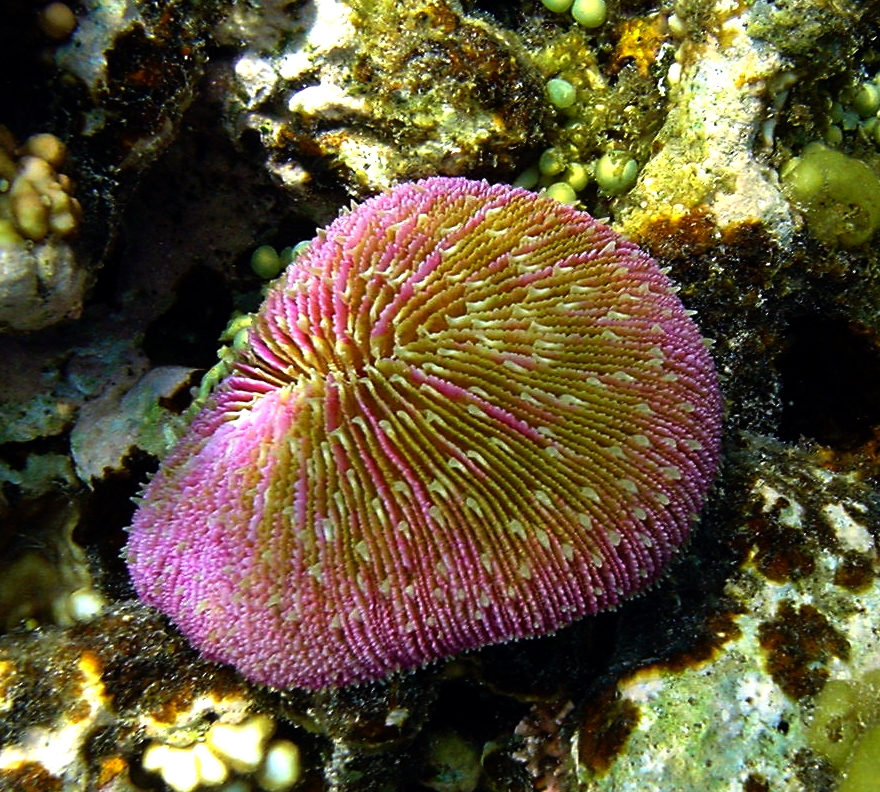
Fungia fungites
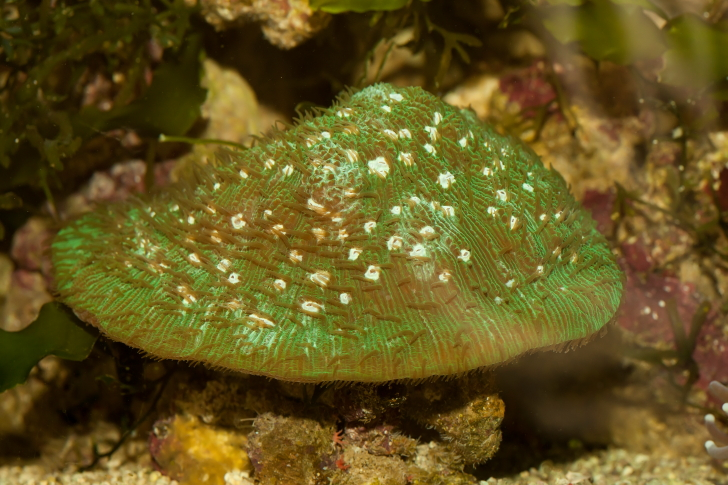
Halomitra pileus
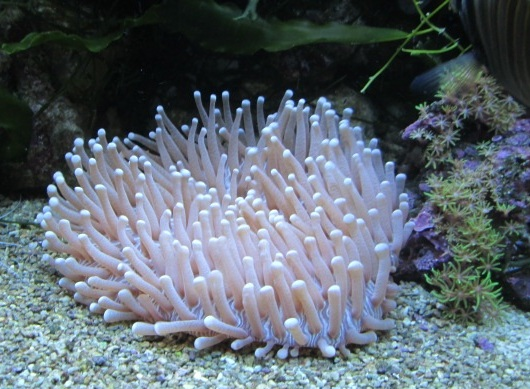
Heliofungia actiniformis
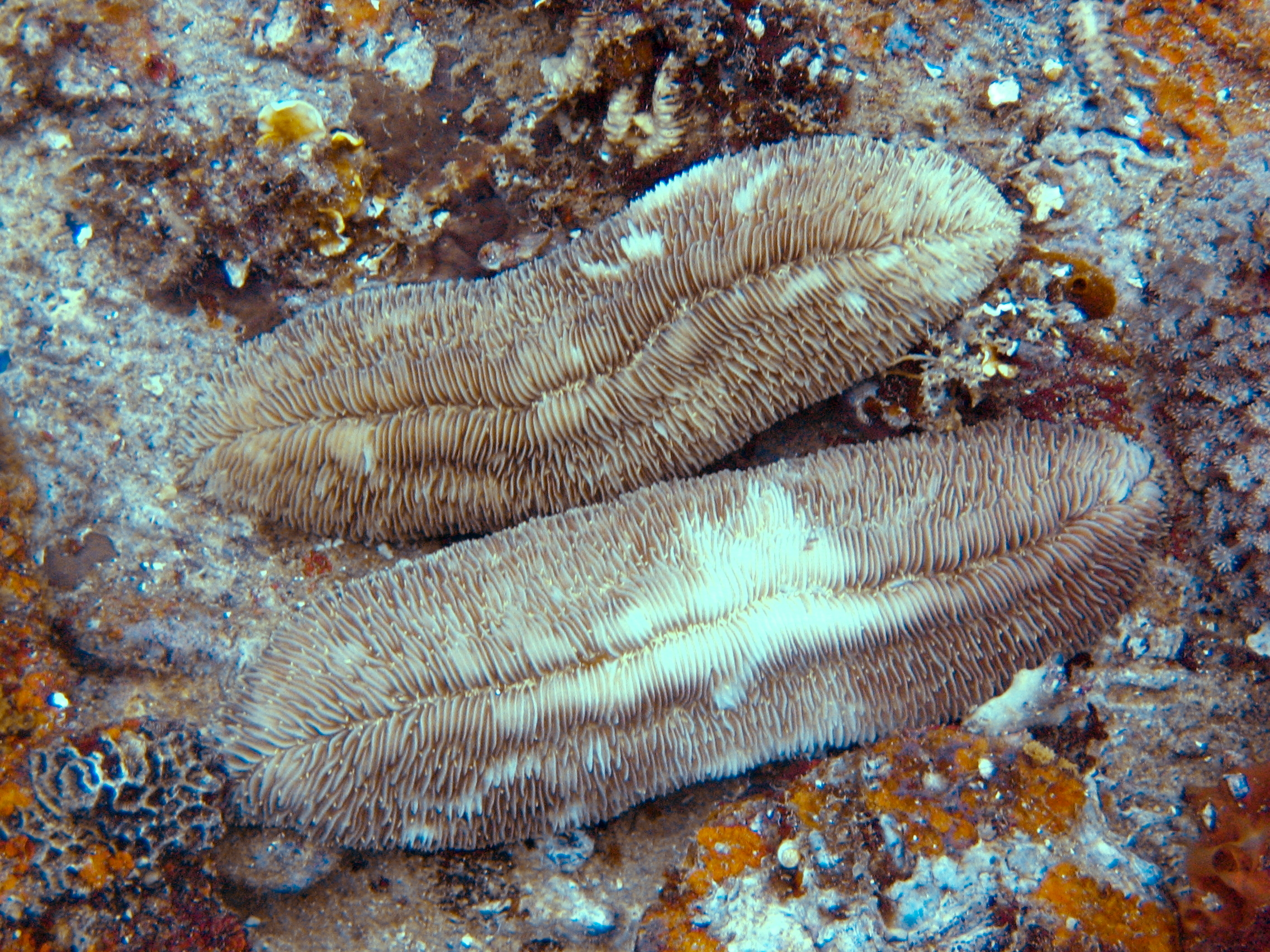
Herpolitha limax
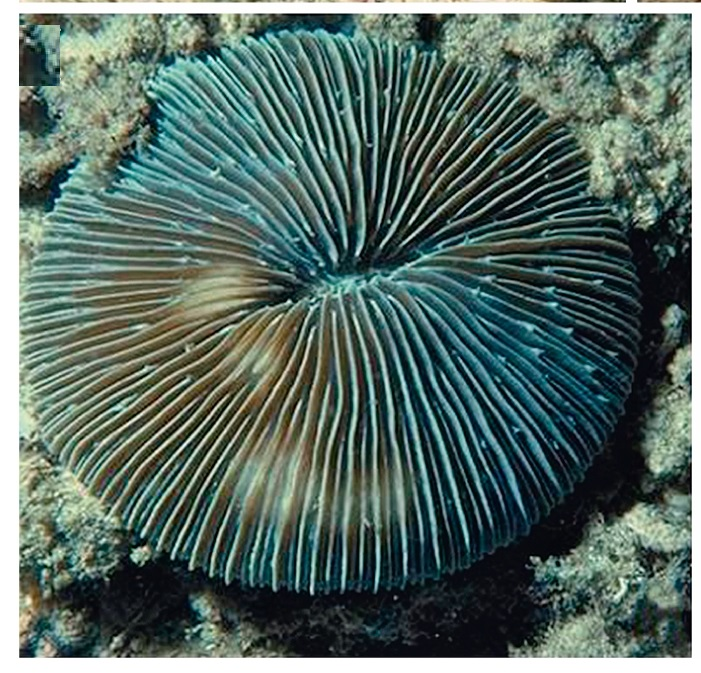
Lithophyllon scabra
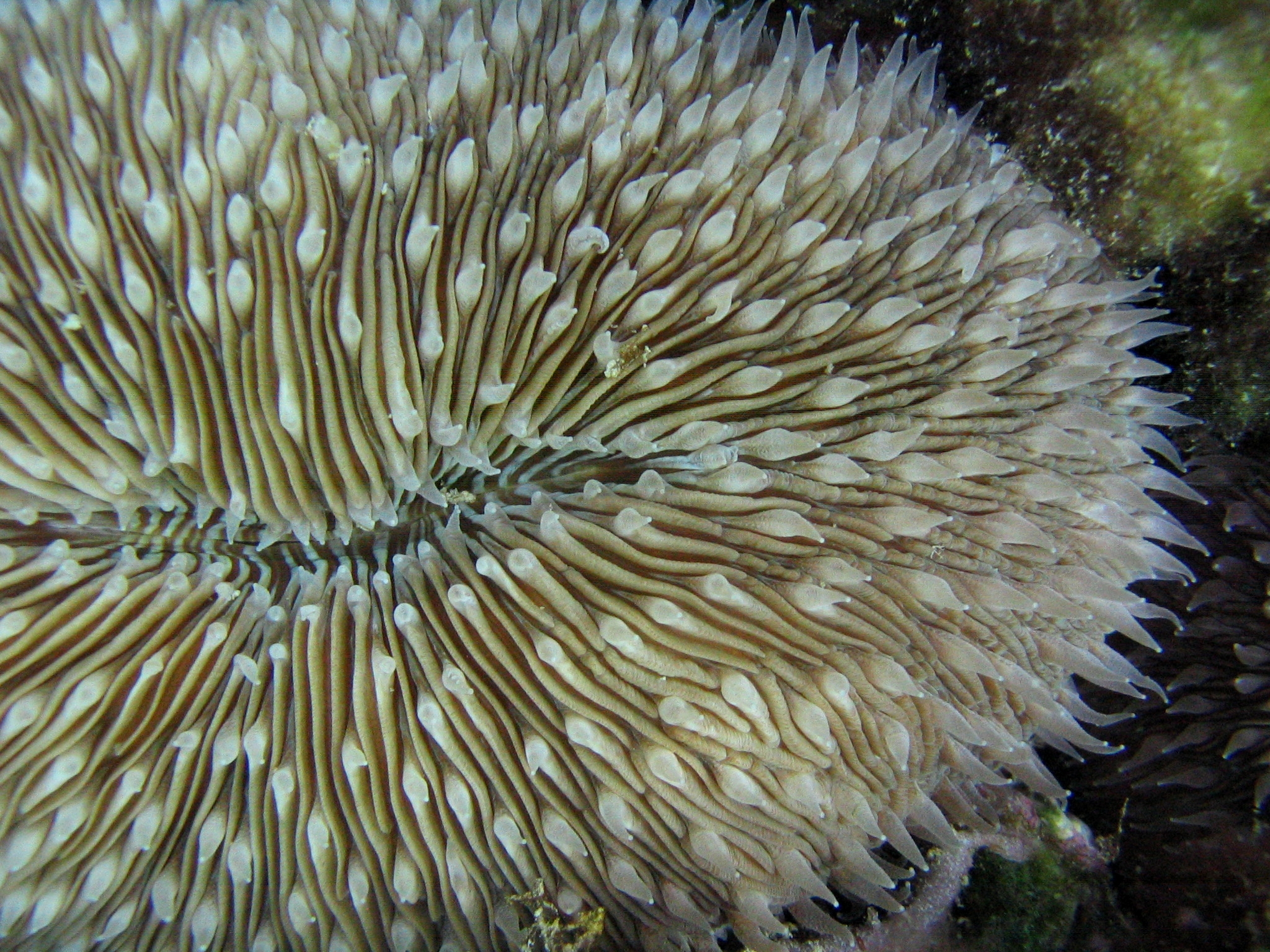
Lobactis scutaria
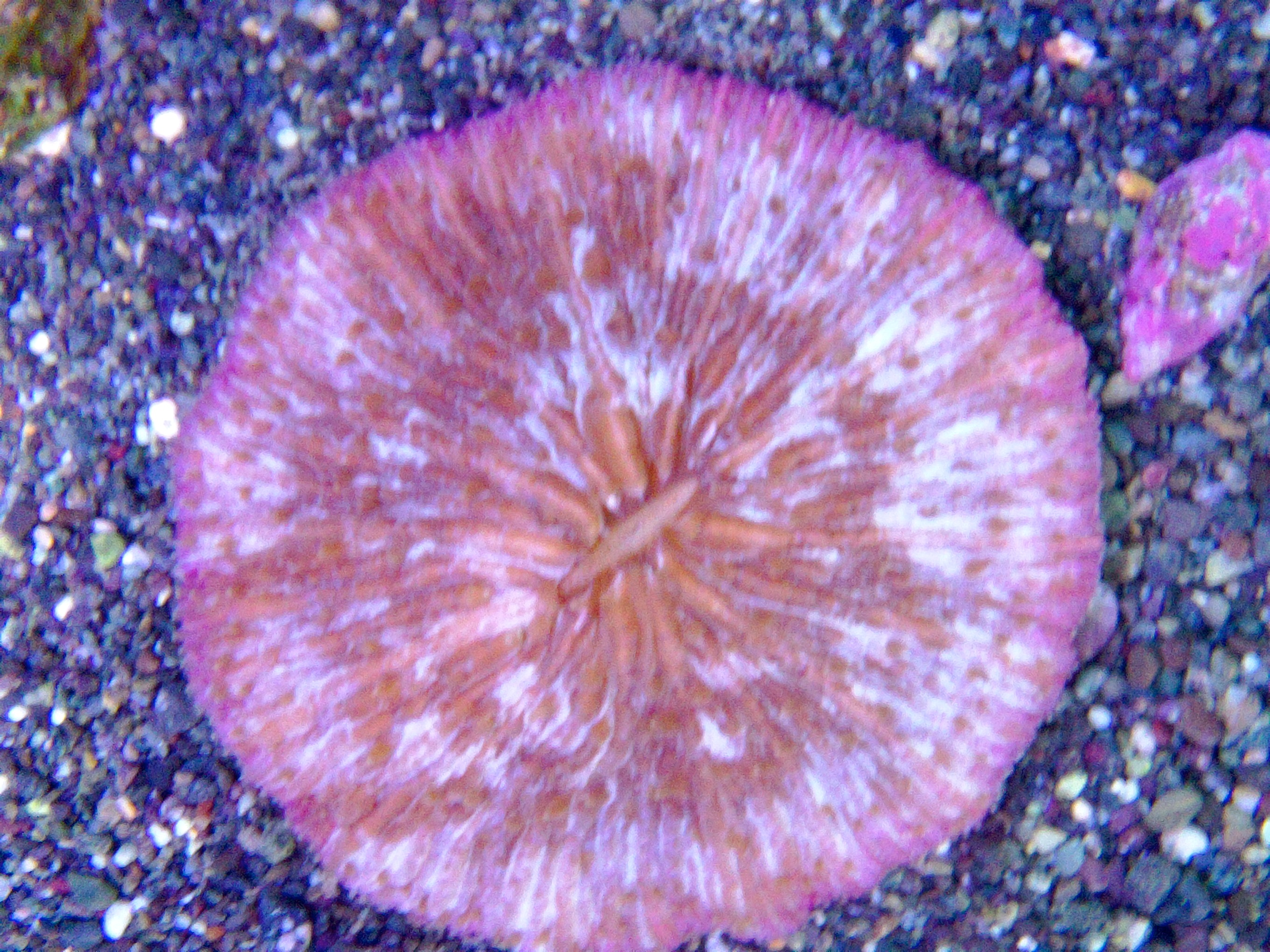
Pleuractis paumotensis
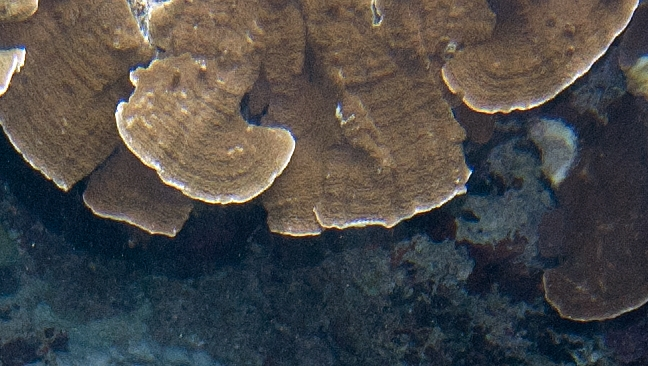
Podabacia sp
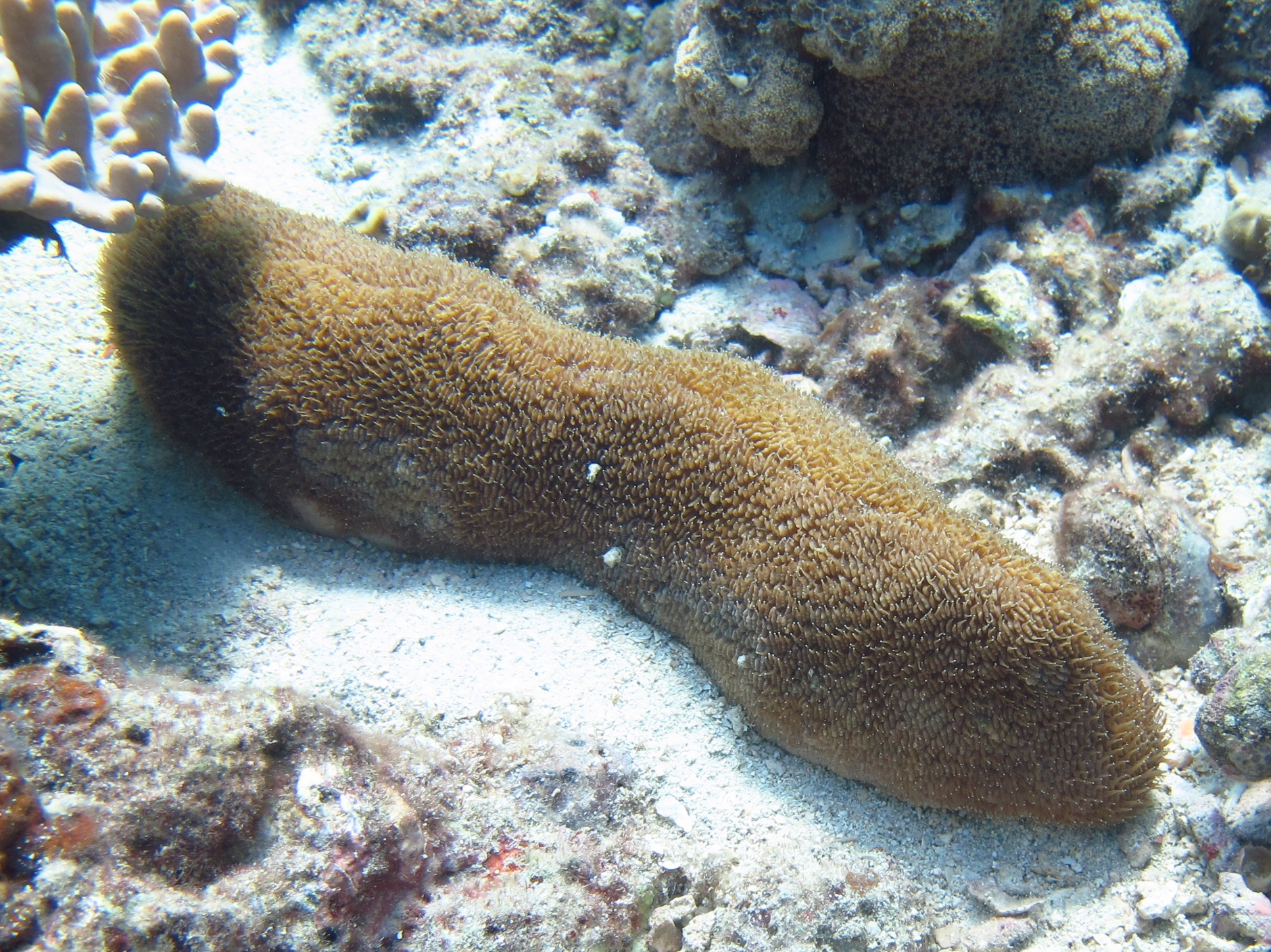
Polyphyllia talpina
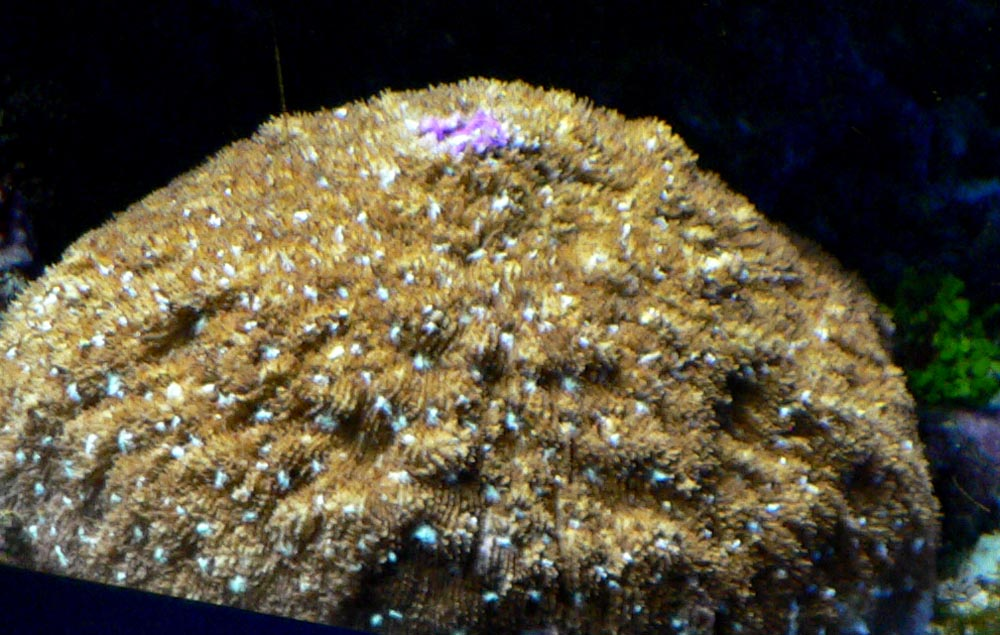
Sandalolitha robusta